# Isola Disappointment
Disappointment Island («isola della Delusione») è una delle sette isole disabitate che costituiscono l'arcipelago delle Auckland. Dista 8 km dalle coste nord-occidentali dell'isola Auckland e 290 km da quelle meridionali della Nuova Zelanda. Ospita una colonia di albatro cauto delle Auckland formata da circa 65.000 coppie – quasi l'intera popolazione mondiale – e una popolazione di rallo delle Auckland, un tempo ritenuto estinto, ma riscoperto nel 1966.

## Etimologia
L'etimologia è incerta, secondo alcuni l'utilizzo della denominazione Disappointment (delusione) deriva dal fatto che l'isola fossa inospitale e priva di risorse naturali (sarebbe lo stesso caso delle Isole della Delusione), per altri è da ricondurre alla grande quantità di naufragi.

## Storia
Il 14 maggio 1866 il Generale Grant, una nave dalla stazza a pieno carico di 1103 tonnellate, si schiantò sulle scogliere torreggianti delle coste occidentali dell'isola Auckland. Morirono 68 passeggeri. 15 sopravvissuti trovarono rifugio sull'isola, dove vennero soccorsi dopo 18 mesi.
Il 7 marzo 1907 il Dundonald, un brigantino a quattro alberi dallo scafo d'acciaio, affondò nei pressi delle coste occidentali di Disappointment. Dodici uomini annegarono e i sedici sopravvissuti trascorsero sette mesi sull'isola. Sopravvissero grazie alle provviste trovate in un deposito da naufragio sull'isola Auckland.

## Important Bird Area
L'isola fa parte della Important Bird Area (IBA) delle Auckland, riconosciuta come tale da BirdLife International; essa costituisce un importante sito di nidificazione per alcune specie di uccelli marini, tra i quali quattro specie endemiche: il cormorano delle Auckland, l'alzavola delle Auckland, il rallo delle Auckland e il beccaccino delle Auckland.